# Левица
Левицата в политиката подкрепя социалното равенство и егалитаризма, често в опозиция на социалната стратификация. Тя обикновено проявява загриженост за онези членове на обществото, които възприемат като в неравностойно положение спрямо другите. Те поддържат убеждението, че има неоправдани неравенства, които трябва да бъдат намалени или премахнати.
Политическите термини „ляв“ и „десен“ са въведени в разгара на Френската революция (1789 – 1799) и се отнасят за разположението на местата за седене на френските Генерални щати: тези, които седят отляво по принцип се противопоставят на монархията и подкрепят революцията, създаването на република и секуларизация, докато тези отдясно подкрепят традиционните институции на Стария ред. Употребата на термина „ляв“ се разпространява след възстановяването на френската монархия през 1815 г.
С течение на времето терминът започва да се използва за редица движения, особено републиканизма, социализма, комунизма, анархизма и социалдемокрацията през 19 и 20 век. В днешно време за „леви“ се считат широк спектър от партии и движения, включително движенията за граждански права, феминистките движения, антивоенните движения и екологичните движения. Левицата често твърди, че човешкото развитие процъфтява, когато индивидите встъпват в кооперативни, взаимно уважителни отношения, които могат да виреят, само когато се премахнат прекомерните различия в статута, властта и богатството.